# Éric Poulliat
Éric Poulliat, né le 9 juillet 1974 à Bordeaux (Gironde), est un homme politique français.
Membre du Parti socialiste de 2005 à 2016, puis de Renaissance, il est élu député dans la sixième circonscription de la Gironde lors des élections législatives de 2017, réélu en 2022. Il siège au sein du groupe LREM, et est membre de la commission des Lois de l'Assemblée nationale.
En 2020, il se présente sur une liste municipale au sein de la Ville de Saint-Aubin de Médoc et entre au Conseil Municipal en février 2024,. Il perd son siège de député lors des élections législatives de 2024.

## Biographie
Il adhère au Parti socialiste en 2005, en est secrétaire de section, avant de le quitter en 2014. Éric Poulliat co-fonde un think tank nommé « Audace républicaine » pour réfléchir au renouvellement des usages politiques, notamment à travers le non-cumul des mandats. Il travaille durant six années (2008-2014) en tant que directeur de cabinet du maire de Saint-Médard-en-Jalles.
Éric Poulliat a adhéré à En marche à sa création et en est le référent départemental adjoint jusqu’à son élection en juin 2017.
Il est élu député lors des élections législatives de 2017 dans la 6e circonscription de Gironde. Après être arrivé en tête au premier tour, il obtient 58,81 % des suffrages exprimés au second tour face à Marie Récalde, députée sortante (PS).
Il se présente lors des élections départementales de 2021 sur le Canton de Saint-Médard en Jalles sous la bannière "Changer d'Ère" portée par Christelle Dubos mais ne parvient pas à se qualifier au second tour,.
Il est réélu député lors des élections législatives de 2022.
Depuis 2024, il est membre du Conseil Municipal de Saint-Aubin de Médoc,.
En 2021 il se présente aux élections départementales du canton de Saint-Médard en Jalles et est battu au premier tour,
En 2022, candidat à sa succession lors des élections législatives de 2022, il parvient à conserver son siège de député.
En 2023, il est chargé d'étudier la pétition demandant la dissolution de la BRAV-M, pour laquelle il émettra un avis défavorable tout en affirmant que l'islamisme reste une menace en France,,,.
Il propose la création d’un ordre des médecins psychologues,.
En 2024, Emmanuel Macron dissout l'Assemblée nationale et repart en campagne en tant que candidat du parti présidentielle. Il est battu lors d'une triangulaire au profit de Marie Récalde,.

## Synthèses des mandats et fonctions
À l'échelle locale
- Conseiller municipal - Saint-Aubin de Médoc (depuis 2024)

À l'échelle nationale
- Député de Gironde - Sixième Circonscription de 2017 à 2024